# Namecoin
Namecoin (Simbolo: ℕ ou NMC) é uma criptomoeda que é minerado com o software do Bitcoin como bônus. É baseado no código do Bitcoin que utiliza o mesmo algoritmo Prova de trabalho. Como o Bitcoin, possui o limite de 21 milhões de moedas.

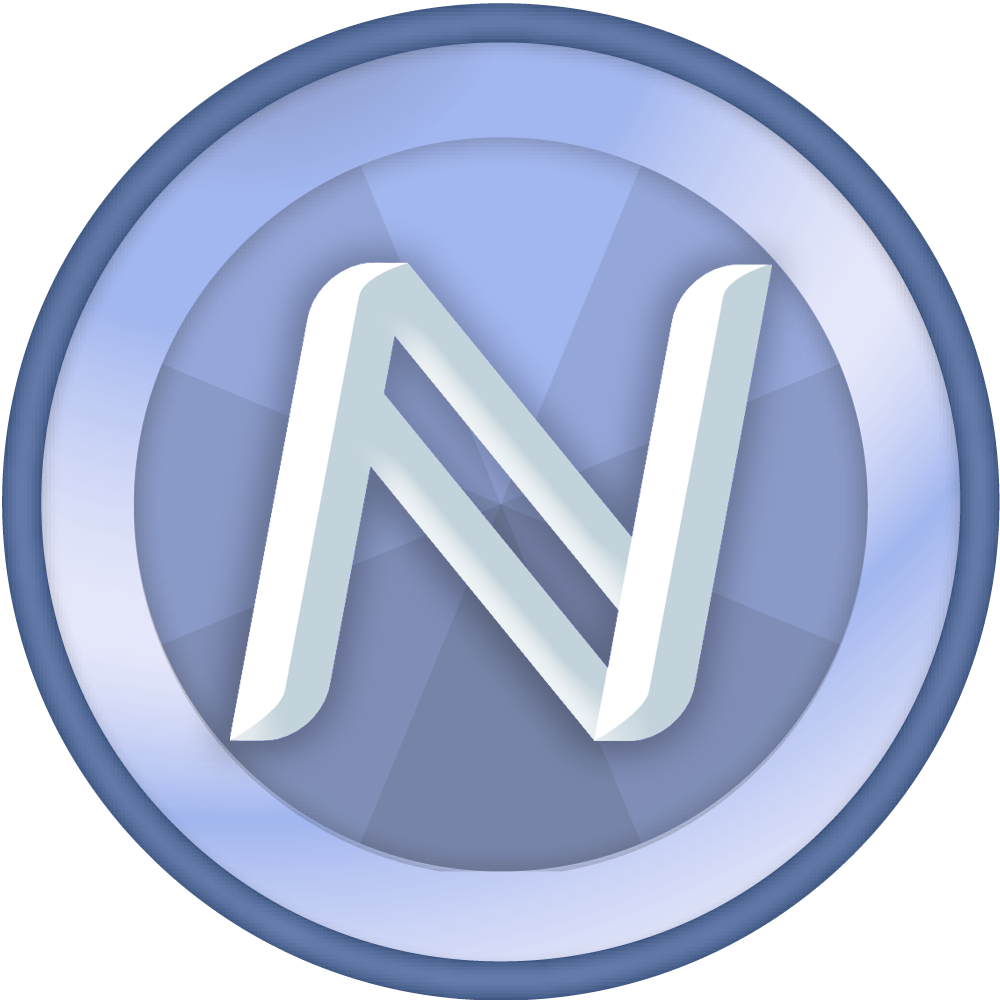
Logomarca

Diferente do Bitcoin, a Namecoin pode guardar informações dentro da sua própria blockchain. A proposta original da Namecoin era de inserir diretamente na Blockchain do Bitcoin. Antecipando a dificuldade de escala com esta abordagem, é proposto o uso de um sistema compartilhado de Prova de trabalho (POW) para garantir novas criptomoedas com diferentes usos.
O principal uso da Namecoin é o uso de um Domínio de alto nível resistência à censura  .bit, que possui funcionalidades semelhantes aos domínios .com ou .net, mas é independente ao ICANN, o principal órgão de controle dos nomes de domínio.

## Transações
Uma rede semelhante ao Peer-to-peer do bitcoin lida com as transações, saldos e com as emissões de moedas de Namecoin com o uso de SHA-256, Prova de Trabalho (são emitidos quando um valor pequeno de hash é encontrado, e com isso um bloco é criado; esse processo de encontrar hash e criar os blocos é chamado de mineração). A taxa de emissão forma uma série geométrica, onde a taxa cai a cada 210.000 blocos, o que ocorre aproximadamente a cada 4 anos, atingindo um total de 21 milhões de NMC.
Os Namecoins atualmente são negociados principalmente por Dólar Americano (USD) e outras moedas criptografadas, principalmente em transações de troca de moeda digital. Para evitar o risco de estornos, transações reversíveis, como aquelas com cartões de crédito ou PayPal, não são recomendadas, pois as transações da Namecoin são irreversíveis.

### Endereços
Os pagamentos e registros na rede Namecoin são feitos através de endereços, que são hashes com codificação Base58 das chaves públicas dos usuários. Elas são palavras compostas por 33 números ou letras que começam com a letra N ou M. Inicialmente também era permitido o uso de endereços que começassem com 1, mas para que não houvesse confusão com os endereços do bitcoin, eles pararam de ser utilizados. 

### Registros
Cada registro da Namecoin consiste em uma chave e um valor com o tamanho de 520 bytes. Cada chave é na verdade um caminho que contém o namespace que precede o nome do registro. A chave d/example significa um registro está armazenado no DNS com o namespace d e com o nome example e responde ao registro do site example.bit. Espera-se que o conteúdo de d/example esteja de acordo com as especificações de namespace do DNS.

## Uso
Os potenciais usos propostos para a Namecoin, além do registro de nomes de domínio, incluem:
- Sistema de Gerenciamento de Identidade;[10]
- Comunicação entre processos;[11][12]
- Namespace pessoais;[13]
- Sistema de registro de data e hora;[14]
- Sistema de Pseudónimo;[15][16]
- Emissão de ações.[17][18]

## Diferenças de Namecoin com Bitcoin[19]
- Existem comandos adicionais para transações especiais contendo nomes e dados (pares chave/valor).
- Os comandos mais importantes são: name_new, name_firstupdate e name_update.
- As moedas usadas para pagar por uma operação name_firstupdate são destruídas, ou seja, cada novo nome reduz o máximo utilizável de 21 milhões de NMC por 0,01 NMC.
- name_new, name_firstupdate e name_update contêm um par de nome/valor que expira após 36.000 blocos (entre 200 e 250 dias).
- O prefixo d/ é usado para registrar um nome de domínio, sem o TLD .bit
- Eficiência energética: se você já estiver minerando bitcoins, você pode juntar as duas minas (de bitcoin e namecoin) sem adicionar custo extra de hardware e eletricidade.

## Semelhanças entre Namecoin e Bitcoin
- 21 milhões de moedas no total, menos as moedas perdidas.
- 50 moedas são geradas em cada bloco no início; a recompensa divide a cada 210000 blocos (cerca de 4 anos).
- Segurança: uma grande fração dos mineradores de Bitcoin também mineram o Namecoin, causando uma dificuldade impressionante na segurança.
- Pseudônimo fundador: Vince, como Satoshi, nunca revelou sua identidade no mundo real e desapareceu na mesma época, deixando o projeto Namecoin selvagem ao ar livre, para florescer apenas graças à ajuda de entusiastas da comunidade FLOSS.
- Plataforma open-source: qualquer pessoa pode melhorar o código e reportar problemas no GitHub e até usá-lo em outros projetos.

## História
Em setembro de 2010, uma discussão foi iniciada no fórum Bitcointalk sobre um sistema hipotético chamado BitDNS e generalizando bitcoin. Gavin Andresen e Satoshi Nakamoto entraram na discussão no Bitcointalk e deram suporte a ideia do BitDNS. Uma recompensa pela implementação do BitDNS foi anunciada no fórum Bitcointalk em dezembro de 2010. Logo, um desenvolvedor decidiu implementar essa ideia para ganhar essa recompensa. No dia 18 de abril de 2011, Namecoin foi apresentado por Vinced como um sistema de nomeação multiuso e distribuído baseado no bitcoin.
No bloco 19200 a Namecoin fez uma atualização que permitia a mineração de Namecoin e Bitcoin simultaneamente, para prevenir que os mineradores ficassem pulando entre blockchains de acordo com a rentabilidade de cada uma.
Em junho de 2013 foi lançado o NameID, sistema que associa as informações de perfil com identidades do blockchain do Namecoin e um provedor de OpenID para permitir o login em sites existentes que utilizem a identidade do Namecoin. O site em si é acompanhado por um protocolo aberto que realiza a autenticação sem senha com a identidade do Namecoin, tendo um Software livre implementado com suporte a uma extensão do Firefox.
Em outubro de 2013, Michael Gronager, principal desenvolvedor do Libcoin, encontrou um problema de segurança no protocolo Namecoin, que permitia modificar nomes estrangeiros. O problema foi consertado em um curto espaço de tempo e com isso nunca chegou a ser explorado, exceto pelo bitcoin.bit como
prova de conceito.
Em fevereiro de 2014, foi lançado um plug-in para Firefox compatível com Windows e Linux, chamado FreeSpeechMe, que fornecia a resolução automática de endereços .bit. Isso está disponível fazendo o download do blockchain do Namecoin e executando-o em segundo plano.
O Namecoin também foi mencionado pela ICANN em um projeto de relatório público como o exemplo mais conhecido de distribuição de controle e privacidade no DNS.
Em março de 2014, foi lançado o Onename, outro sistema de identidade construído sobre o protocolo Namecoin que armazena nomes de usuários e dados de perfis pessoais no blockchain do Namecoin. Em contraste com o NameID, o Onename é construído exclusivamente para informações de perfil e não suporta autenticação ou login sem senha. O Onename, em setembro de 2015, trocou os perfis de usuário do Namecoin para o blockchain do Bitcoin, falando que o motivo da troca era o hashrate do bitcoin.
Em maio de 2014, Kevin McCoy e Anil Dash apresentaram o Monegraph, um sistema que vincula as contas do Twitter e ativos digitais ao blockchain, permitindo a prova de propriedade de tais ativos.
Em setembro de 2015, o co-fundador da Onename, Muneeb Ali, afirmou que a rede Namecoin não é descentralizada e que o grupo de mineração Discus Fish controla em torno de 60% a 70% do seu poder de hashing.